# 坎加利區
坎加利區是阿塞拜疆的一個區，位於該國納希切萬中西部，北鄰亞美尼亞，南隔阿拉克斯河與伊朗相望。面積約682平方公里，人口26,100人。首府吉夫拉格。
2004年成立。坎加利是1747至1829年間，統治以伊朗馬庫為中心的一個汗國的突厥部落的名字。